# Japan Soccer League Cup 1986
La Japan Soccer League Cup 1986 è stata l'undicesima edizione del torneo calcistico organizzato dalla Japan Soccer League, massimo livello del campionato giapponese di calcio.

## Risultati

### Primo turno
Le gare del primo turno preliminare si sono disputate il 29 giugno 1986, con due anticipi disputati il giorno precedente.
| Squadra 1         | Risultato            | Squadra 2       |
| ----------------- | -------------------- | --------------- |
| Fujitsu           | 2 - 2 4 - 3 (d.c.r.) | Toho Titanium   |
| TDK               | 0 - 2                | Kawasaki Steel  |
| Nissan Motors     | 2 - 0                | Yomiuri         |
| Nippon Steel      | 1 - 2                | Toshiba         |
| Toyota Motors     | 1 - 3                | Sumitomo Metals |
| Mazda             | 2 - 3                | Mitsubishi HI   |
| Honda Motor       | 9 - 0                | Kyoto Police    |
| Fujita            | 4 - 0                | Osaka Gas       |
| Yamaha Motors     | 3 - 1                | Seino           |
| Furukawa Electric | 4 - 1                | Tanabe Pharma   |

### Secondo turno
Le gare del primo turno preliminare si sono disputate il 5 luglio: alle dieci squadre qualificate dal turno precedente, si aggiungono le quattro semifinaliste dell'edizione precedente.
| Squadra 1         | Risultato | Squadra 2       |
| ----------------- | --------- | --------------- |
| Yanmar Diesel     | 1 - 0     | Fujitsu         |
| Kawasaki Steel    | 0 - 2     | Nippon Kokan    |
| Hitachi           | 0 - 1     | Nissan Motors   |
| Toshiba           | 2 - 0     | Sumitomo Metals |
| Kofu Club         | 2 - 1     | Cosmo Oil       |
| Mitsubishi HI     | 0 - 1     | Honda Motor     |
| Fujita            | 3 - 0     | Yamaha Motors   |
| Furukawa Electric | 10 - 0    | NTT Kansai      |

### Quarti di finale
Le gare dei quarti di finale del torneo si sono svolte il 6 luglio: delle otto squadre partecipanti, Toshiba e Kofu Club militano nel secondo raggruppamento della Japan Soccer League.
| Squadra 1     | Risultato            | Squadra 2         |
| ------------- | -------------------- | ----------------- |
| Kofu Club     | 2 - 2 4 - 5 (d.c.r.) | Honda Motor       |
| Yanmar Diesel | 2 - 0                | Nippon Kokan      |
| Nissan Motors | 3 - 0                | Toshiba           |
| Fujita        | 0 - 1                | Furukawa Electric |

### Semifinali
Le due gare di semifinale si sono disputate il 12 luglio.
| Squadra 1     | Risultato            | Squadra 2         |
| ------------- | -------------------- | ----------------- |
| Yanmar Diesel | 1 - 1 6 - 7 (d.c.r.) | Nissan Motors     |
| Honda Motor   | 0 - 0 3 - 4 (d.c.r.) | Furukawa Electric |

### Finale
L'incontro di finale del torneo si svolse a Nagoya il 13 luglio 1986: per entrambe le squadre si tratta della terza finale disputata.
| Nagoya 13 luglio 1986, ore 13:30 UTC+9                                        | Furukawa Electric | 4 – 0 | Nissan Motors | Mizuho Rugby Stadium |
| \| \| \| \| \| Miyauchi 30’ Maeda 45’ 77’ (aut.) Kanno 82’ \| Marcatori \| \| |                   |       |               |                      |
|                                                                               |                   |       |               |                      |
| Miyauchi 30’ Maeda 45’ 77’ (aut.) Kanno 82’                                   | Marcatori         |       |               |                      |